# Vernon Steele
Vernon Steele (18 de setembro de 1882 – 23 de julho de 1955) foi um ator britânico nascido no Chile, que fez suas aparições nos palcos da Broadway e nos filmes norte-americano.

## Filmografia selecionada
- Her Great Match (1915)
- Silks and Satins (1916)
- Little Lady Eileen (1916)
- Bab's Matinee Idol (1917)
- The Witness for the Defense (1919)
- His House in Order (1920)
- Out of the Chorus (1921)
- Alice Adams (1923)
- The Wanters (1923)
- The King's Vacation (1933)
- The Silk Express (1933)
- The Dover Road (1934)
- Bulldog Drummond Strikes Back (1934)
- Bonnie Scotland (1935)
- Captain Blood (1935)
- Dracula's Daughter (1936)
- Lloyd's of London (1936)
- Time Out for Romance (1937)
- Step Lively, Jeeves! (1937)
- Kidnapped (1938)
- North of the Yukon (1939)
- The Witness Vanishes (1939)
- They Were Expendable (1945)
- The Lone Wolf in London (1947)
- Madame Bovary (1949)